# Full Members Cup
Full Members Cup (sponzorské názvy Simod Cup nebo Zenith Data Systems Cup) byla anglická pohárová soutěž ve fotbale, hraná v letech 1985–1992. Jejím účelem bylo zaplnit volné termíny a přilákat diváky na stadiony poté, co byly anglické kluby vyloučeny ze soutěží UEFA v důsledku tragédie na stadionu Heysel. Turnaje se mohli zúčastnit plní členové (full members, odtud název) English Football League, tedy týmy hrající ve dvou nejvyšších soutěžích, nikdy však do něj nezasáhli všichni pozvaní (Arsenal FC, Liverpool FC, Manchester United a Tottenham Hotspur nehrály Full Members Cup ani jednou). Formát soutěže byl vyřazovací na jeden zápas s předkoly nebo kvalifikačními skupinami, rozdělenými na severní a jižní sekci. Rekordní účast byla 41 klubů v roce 1992. V sezóně 1985/86 se také hrál Football League Super Cup, v němž nastoupilo šest mužstev, která se kvalifikovala do evropských pohárů.

## Finálové zápasy
- 1986 Chelsea FC – Manchester City 5:4
- 1987 Blackburn Rovers – Charlton Athletic 1:0
- 1988 Reading FC – Luton Town 4:1
- 1989 Nottingham Forest – Everton FC 4:3
- 1990 Chelsea FC – Middlesbrough FC 1:0
- 1991 Crystal Palace FC – Everton FC 1:1, po prodloužení 4:1
- 1992 Nottingham Forest – Southampton FC 2:2, po prodloužení 3:2